# Talk (альбом Yes)
Шаблон:Music ratings
Talk — чотирнадцятого студійний альбом прогресивної рок-гурту Yes, випущений в 1994 році. Останній альбом Yes з Тревором Ребіном і Тоні Кеєм.
Після мирового турне з альбомом Union, склад «Yes» з восьми членів групи був занадто великим. Але незабаром групу покинули Білл Бруфорд Рік Вейкман і Стів Гау. Під час запису альбому Тревор Ребін мав лідируючу позицію в групі. Він прагнув зробити звучання альбому більш гітарним. Будучи лідером групи, Ребін написав всі пісні альбому разом з Джоном Андерсоном, а Кріс Сквайр написав тільки дві.
Випущений в березні 1994, альбом був прийнятий критикою двояко. «Talk» став першим альбомом гурту, що не досяг статусу «золотого».

## Список композицій
| #  | Назва                                         | Автор                                    | Тривалість |
| -- | --------------------------------------------- | ---------------------------------------- | ---------- |
| 1. | «The Calling»                                 | Trevor Rabin, Jon Anderson, Chris Squire | 6:52       |
| 2. | «I Am Waiting»                                | Rabin, Anderson                          | 7:22       |
| 3. | «Real Love»                                   | Rabin, Squire, Anderson                  | 8:42       |
| 4. | «State of Play»                               | Rabin, Anderson                          | 4:58       |
| 5. | «Walls»                                       | Rabin, Roger Hodgson, Anderson           | 4:52       |
| 6. | «Where Will You Be»                           | Rabin, Anderson                          | 6:03       |
| 7. | «Endless Dream: Silent Spring (Instrumental)» | Rabin                                    | 1:56       |
| 8. | «Endless Dream: Talk»                         | Rabin, Anderson                          | 11:56      |
| 9. | «Endless Dream: Endless Dream»                | Rabin, Anderson                          | 1:50       |

| 2002 Spitfire Records reissue | 2002 Spitfire Records reissue                                         | 2002 Spitfire Records reissue | 2002 Spitfire Records reissue |
| #                             | Назва                                                                 | Автор                         | Тривалість                    |
| ----------------------------- | --------------------------------------------------------------------- | ----------------------------- | ----------------------------- |
| 7.                            | «Endless Dream» - a. «Silent Spring» - b. «Talk» - c. «Endless Dream» | Anderson, Rabin               | 15:42                         |
| 8.                            | «The Calling (Extended Version)»                                      | Anderson, Rabin, Squire       | 8:08                          |

## Чарт
| Чарт (1994)                                  | Найвища позиція |
| -------------------------------------------- | --------------- |
| Канада Canada Top Albums/CDs (RPM)           | 47              |
| Нідерланди Dutch Albums (MegaCharts)         | 47              |
| Finnish Albums (The Official Finnish Charts) | 31              |
| Німеччина German Albums (Offizielle Top 100) | 45              |
| Japanese Albums (Oricon)                     | 17              |
| Шотландія Scottish Albums (OCC)              | 31              |
| Швеція Swedish Albums (Sverigetopplistan)    | 31              |
| Швейцарія Swiss Albums (Schweizer Hitparade) | 29              |
| Велика Британія UK Albums (OCC)              | 20              |
| США Billboard 200                            | 33              |